# Senna rostrata
Senna rostrata là một loài thực vật có hoa trong họ Đậu. Loài này được (Mart.) H.S.Irwin & Barneby miêu tả khoa học đầu tiên.